# Stratocumulus stratiformis

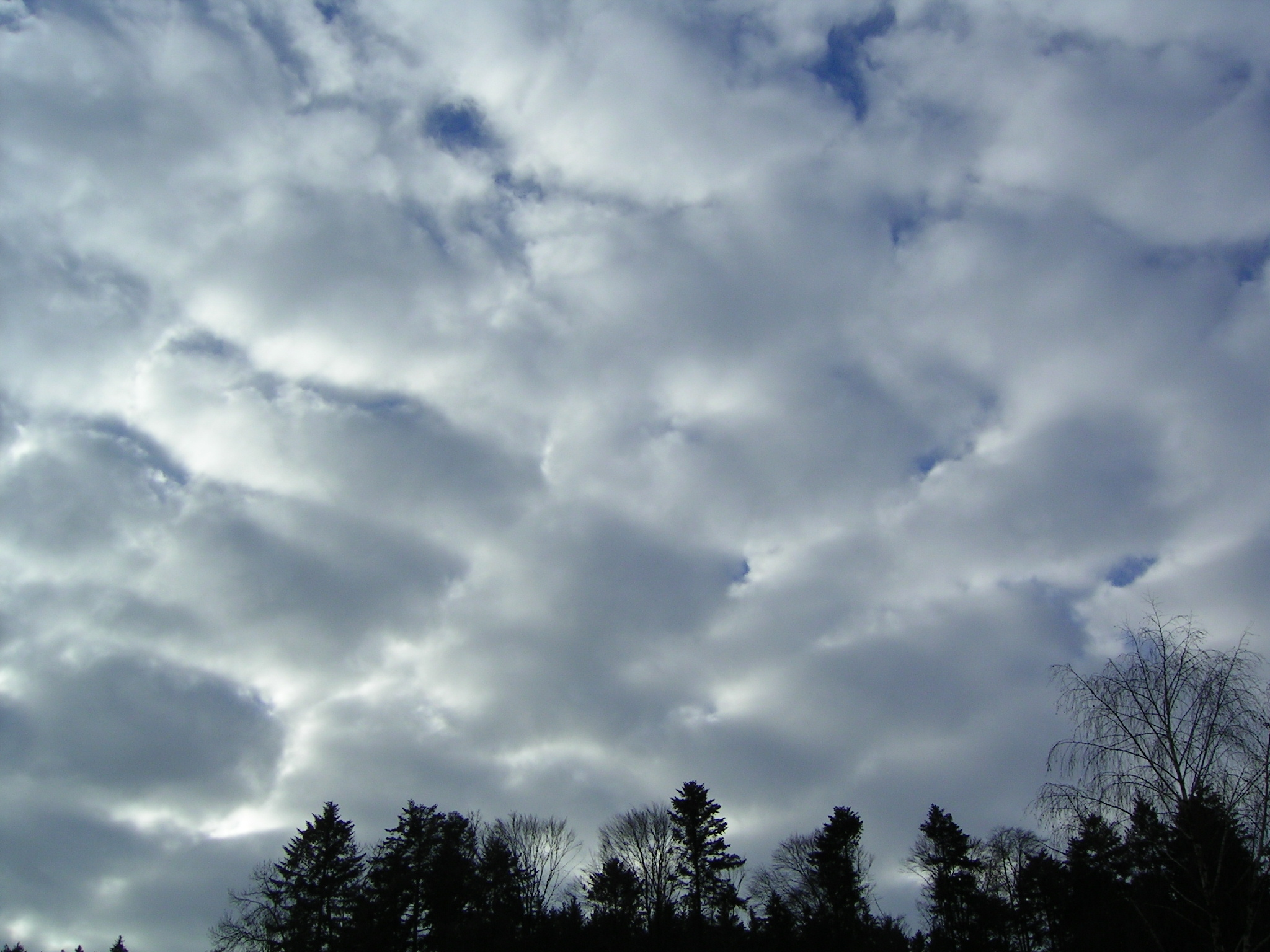
Stratocumulus stratiformis

Stratocumulus stratiformis (z łac. „kłębiaste warstwowe rozpostarte”) − gatunek chmur Stratocumulus charakteryzujący się dużą rozciągłością poziomą. Jest on najbardziej pospolitą odmianą tych chmur. Warstwa tych chmur zazwyczaj nie jest gruba, ale czasami wywołuje słabe opady drobnego deszczu lub śniegu. Widząc ją pod słońce np. podczas wschodu lub zachodu można odnieść wrażenie, że grozi ona silnym opadem. Jest wtedy bardzo ciemna. Ale gdy widać ją pod innym kątem ma szary odcień. Grubość chmury musi więc znacznie wzrosnąć, by mogła spowodować choć słaby opad. 

## Odmiany Stratocumulus stratiformis
U tego gatunku występuje kilka odmian:
- opacus – postać zwartej warstwy chmur, przepuszczającej mało światła
- lacunosus – o układzie członów w kształcie plastra miodu
- perlucidus – o członach chmury wyraźnie porozdzielanych
- undulatus – jednolita, pofalowana podstawa chmury